# Skanse (forsvarsanlæg)
 For alternative betydninger, se Skanse. (Se også artikler, som begynder med Skanse)
En skanse er en lille, beskyttende befæstning, såsom et jordværk, der ofte blev anlagt på en høj som en defensiv konstruktion til artilleri. Den blev primært anvendt i Nordeuropa fra den sene middelalder og frem til 1800-tallet. Denne type befæstning var almindelig under den Engelske borgerkrig, og resterne af en sådan struktur kan ses på Fort Royal Hill i Worcester, England.
Under firsårskrigen for hollandsk uafhængighed blev skanser (nederlandsk: schans) ofte brugt til at forsvare strategiske steder, men blev også anvendt under belejringer. Adskillige mere eller mindre intakte skanser findes stadig i Nederlandene. 
Zaanse Schans, et af de mest besøgte turistmål i Nederlandene, har sit navn fra sin oprindelige funktion som skanse.
Skanser spillede også en vigtig rolle under den serbiske revolution, hvor de modvirkede den osmanniske hærs talmæssige overlegenhed. De mest bemærkelsesværdige eksempler er slagene ved Mišar, Deligrad og Čegar.

## Konstruktion
Skansen anlægges ved at opkaste volde, kaldet brystværn, bagved hvilke skansen bemandes og hvorfra man kæmper. Forsvarsstillinger fra renæssancen til det 20. århundrede bestod ofte af flere indbyrdes forbundne eller indenfor gevær- og kanonild koblede skanser.
Skanser anvendtes tidligere i stor udstrækning i befæstede stillinger, som det kendes fra Dybbøl.
Skansers grundrids har i tidens løb ændret sig og været meget forskellige, men det oftest anvendte og bedst egnede dannede som regel en lukket polygon, hvoraf en trekant eller pileformet vold vendte mod den forventede fjende. De fremadvendende linjer mod den forventede angrebsretning kaldes facer, siderne kaldes flanker og den bagudvendende linje struben. Skansers sårbarhed over for artilleriild ledte til den næste udvikling af befæstede forter, der for manges vedkommende følger samme princip. Et eksempel på skansernes videreudvikling er f.eks. Københavns Befæstning, der er det uden undtagelse dyreste offentlige anlægsarbejde i Danmarkshistorien.
Skanser var som regel udstyret med traverser og med overdækkede rum til beskyttelse mod artilleriilden samt omgivet af et hindringsbælte.

## Lynette
En skanse, der er åben bagtil, dvs. uden strube, kaldes en lynette.